# رافاييل باريوس
رافاييل باريوس (بالإسبانية: Rafael Barrios)‏ (23 مايو 1993 في الأرجنتين - ) هو لاعب كرة قدم أرجنتيني في مركز الدفاع. لعب مع إنديبندينتي.

## وصلات خارجية
- رافاييل باريوس على موقع قاعدة بيانات كرة القدم.إي يو (الإنجليزية)
- رافاييل باريوس على موقع Soccerway.com (الإنجليزية)